# Adam Greenberg
Adam Greenberg (* 11. April 1937 in Krakau, Polen als Adam Grinberg) ist ein amerikanischer Kameramann.

## Leben
Der in Polen geborene Greenberg wuchs in Tel Aviv auf und begann 1958 als Techniker in einem Filmlabor. Ab 1961 arbeitete er als Kameramann, zunächst bei Dokumentarfilmen, Nachrichtensendungen und Werbefilmen, ab 1970 dann auch bei Spielfilmen bekannter israelischer Regisseure wie Moshé Mizrahi, Menahem Golan und Boaz Davidson. Durch den Überraschungserfolg von Davidsons Eis am Stiel-Serie (ab 1977) wurde Greenberg auch international bekannt. Darauf folgte The Big Red One (1979) als seine erste große amerikanische Produktion (Regie und Drehbuch: Samuel Fuller).
Im Jahre 1980 siedelte Greenberg in die USA über und begann seine Hollywood-Karriere. 1986 wurde er amerikanischer Staatsbürger. Sein erster großer Hollywood-Erfolg war die eindrucksvolle Kameraarbeit bei James Camerons The Terminator (1984); danach arbeitete er für weitere bekannte Regisseure wie Kathryn Bigelow, Jerry Zucker, Barry Levinson, Ivan Reitman, Rob Reiner, Chuck Russell und Andrew Davis. Sein Schaffen umfasst insgesamt mehr als 75 Produktionen. Zuletzt trat er 2013 in Erscheinung.
Für Ghost – Nachricht von Sam wurde er 1990 für den ASC Award nominiert. Für Terminator 2 – Tag der Abrechnung (1991), seine zweite Zusammenarbeit mit James Cameron, erhielt er Nominierungen für den ASC Award, den BSC Award und den Oscar.

## Filmografie (Auswahl)
- 1970: Madron
- 1972: Ani Ohev Otach Rosa
- 1973: Das Haus in der dritten Straße (הבית ברחוב שלוש/Ha-Bayit Berechov Chelouche)
- 1976: Jesus von Nazareth (The Passover Plot)
- 1977: Eis am Stiel (Eskimo Limon)
- 1977: Operation Thunderbolt (Mivtsa Yonatan)
- 1978: Agenten kennen keine Tränen (A chi tocca, tocca …!)
- 1979: Eis am Stiel 2 – Feste Freundin (Yotzim Kavua)
- 1980: The Big Red One
- 1982: Das blaue Paradies (Paradise)
- 1982: Eis am Stiel 4 – Hasenjagd (Sapiches)
- 1982: Golda Meir (A Woman Called Golda) (TV-Film)
- 1983: Ein Mann wie Dynamit (10 to Midnight)
- 1983: Over the Brooklyn Bridge
- 1983: Hasenjagd 2. Teil (Sababa)
- 1984: The Terminator
- 1985: Einmal beißen bitte (Once Bitten)
- 1985: Die Superaufreißer (Private Resort)
- 1986: Der stählerne Adler (Iron Eagle)
- 1987: La Bamba
- 1987: Near Dark – Die Nacht hat ihren Preis (Near Dark)
- 1988: Spacecop L. A. 1991 (Alien Nation)
- 1989: Scott & Huutsch (Turner & Hooch)
- 1990: Ghost – Nachricht von Sam (Ghost)
- 1990: Drei Männer und eine kleine Lady (3 Men and a Little Lady)
- 1991: Terminator 2 – Tag der Abrechnung (Terminator 2: Judgment Day)
- 1992: Sister Act – Eine himmlische Karriere (Sister Act)
- 1992: Toys
- 1993: Dave
- 1994: Mr. Bill (Renaissance Man)
- 1994: Junior
- 1994: North
- 1995: Der 1. Ritter (First Knight)
- 1996: Eraser
- 1997: Sphere – Die Macht aus dem All (Sphere)
- 1998: Rush Hour
- 1999: Inspektor Gadget (Inspector Gadget)
- 2001: Mister Undercover (Corky Romano)
- 2002: Collateral Damage – Zeit der Vergeltung (Collateral Damage)
- 2002: Santa Clause 2 – Eine noch schönere Bescherung (The Santa Clause 2)
- 2006: Snakes on a Plane